# Spitztälispitz
Als Spitztälispitz (auch: Spitztälespitz, etwa 1775 m. ü. M.) wird ein Berg im Rätikon, Teil der sogenannten Galina-Gruppe bezeichnet, der auf dem Gemeindegebiet von Frastanz und Nenzing gelegen ist.

## Name
Spitztälispitz ist eine Zusammensetzung aus Spitztäli und -spitz. Spitztäli bzw. Spitztäle ist eine in diesem Bereich verwendete Flurnamenbezeichnung für das Spitztäli (Tal) bzw. für die Jagdhütte Spitztäle (etwa 1545 m ü. A.). Daneben werden in nächster Nähe auch die Flurnamen: Spitzfräscha, Spitzwiesle und Spitzwald gebraucht.

## Lage
Die Spitztälispitz ist eine wenig markante Erhebungen der Galina-Gruppe (auch: Galingrat) im Rätikon. Der Ausläufer der Galina-Gruppe zieht sich bis zur Marktgemeinde Frastanz (einer der letzten Erhebungen ist der Stutzberg).
Die Vegetation besteht aus dichtem Gras und einigen Stauden und Tannen etc. Der Gipfel ist nur teilweise vegetationsfrei.

## Benachbarte Gipfel und Einkerbungen bzw. Alpen
In nordöstlicher Richtung gesehen, etwa 600 Meter Luftlinie entfernt liegt die Zäwasheilspitz (1778 m ü. A.) und etwa 750 m Luftlinie entfernt, die Gurtisspitze (1778 m ü. A.). In südwestlicher Richtung (850 m Luftlinie), etwas abseits vom Kamm dann der Goppaschrofen (1781 m ü. A.). Die Hohen Köpfe befinden sich südlich etwa 1400 m (2040 m ü. A. (mit Gipfelkreuz) und 2066 m ü. A.) entfernt. Südöstlich unter der Spitztälispitz, etwa 850 m Luftlinie entfernt, liegt die Sattelalpe (1383 m ü. A.).

## Wandern

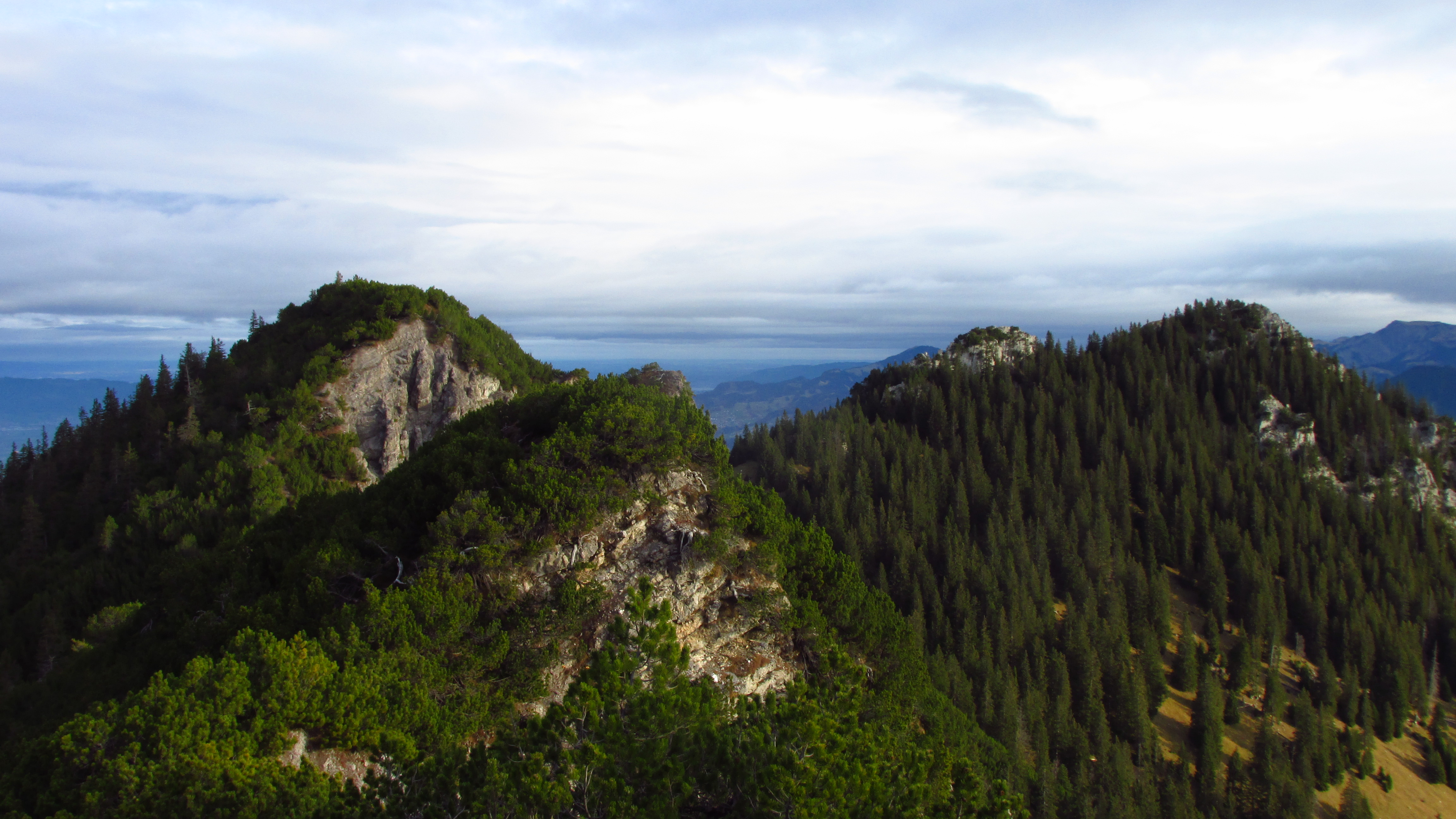
Blick vom Aufstieg zu den Hohen Köpfen nach Norden auf den Spitztälispitz (links). Rechts dahinter die schrofige Gurtisspitze und rechts vor ihr der bewaldete Zäwasheilspitz.

Die Spitztälispitz ist über relativ gute Wanderwege gut erreichbar und liegt am Hauptwanderweg über den Galina-Grat. Bei ausreichender persönlicher Kondition kann an einem Tag von Gurtis kommend die Gurtisspitze, die Zäwasheilspitze (Wisle), Spitztälispitz, der Goppaschrofen und die Hohen Köpfe sowie die Sattelalpe begangen bzw. erreicht werden (die Tour über die Hohen Köpfe ist wegen des felsigen, anspruchsvollen Weges, der teilweise mit Drahtseilen gesichert ist, nur für geübte, trittsichere Wanderer zu empfehlen).
Der nächstgelegene Wander-Stützpunkt ist die Sattelalpe  (nur im Sommer bewirtschaftet). Auch andere umliegende Alpen sind nur im Sommer bewirtschaftet. Die Spitztälispitz selbst bedingt Trittsicherheit und Schwindelfreiheit sowie sehr gutes Schuhwerk und kann mit bergerfahrenen Kindern begangen werden.
Unmittelbar vor dem kurzen Aufstieg zum Spitztälispitz zweigt am „Spitzwiesle“ (1708 m ü. A.) eine direkte Abstiegsroute zur Sattelalpe ab.
Zeitaufwand (Beispiele)
- Von Gurtis über die Bazora-Alpe zur Gurtisspitze und Zäwasheilspitz (Wisle) zur Spitztälispitz mit Abstieg zur Sattelalpe zurück nach Gurtis (904 m ü. A.): Gehzeit: 4 ½ bis 5 ½ Stunden.
- Gurtis über die Bazora-Alpe zur Gurtisspitze, Zäwasheilspitz (Wisle), Spitzwiesle, Spitztälespitz, Hohe Köpfe, Galinaalp, Sattelalp, Gurtis: Gehzeit: etwa 8 bis 12 Stunden.